# Шафф, Адам
Адам Шафф (пол. Adam Schaff; 10 марта 1913, Львов — 12 ноября 2006, Варшава) — польский философ-марксист. Официальный идеолог Польской объединённой рабочей партии. Почётный доктор Сорбонны и Мичиганского университета.

## Биография
С 1932 г. член компартии Польши. Изучал юриспруденцию и экономику в Школе политических и экономических наук в Париже (1936) и философию в Польше (1935). В 1945 получил степень доктора философских наук в Институте философии АН СССР, в 1948 возвратился в Варшавский университет.
После смерти И. В. Сталина (1953 год) сблизился со школой Лешека Колаковского и десталинизированной «фракцией пулавян». В своих работах пытался обогатить марксизм критической рецепцией логических идей А. Тарского, семантики, лингвистических идей Э. Сепира и Б. Уорфа, а также восходящими к экзистенциализму (главным образом, к трудам Ж. П. Сартра) концепциями свободы и автономии человеческой личности. Считал социализм неотделимым от демократической организации общества. Предлагал вручить Войцеху Ярузельскому Нобелевскую премию мира. Тем не менее в 1984 году исключён из ПОРП.
Соавтор доклада Римскому клубу «Микроэлектроника и общество» (1982).
По замечанию профессора Г. Г. Водолазова: «Адам Шафф был родоначальником того многочисленного ныне племени якобы демократических теоретиков и практиков, которые в политической „элите“ видят „мотор“, источник общественного развития. Шафф писал о задачах интеллектуализации, гуманизации правящей „элиты“, о том, чтобы построить отношения между „элитными“ группами на демократический, плюралистический манер и т. д.»

## Сочинения
- Шафф А. Некоторые проблемы марксистско-ленинской теории истины. Перевод с польского. М.: Издательство иностранной литературы, 1953. 480 с.
- Шафф А. Объективный характер законов истории: Некоторые проблемы марксистской историографии. М.: Издательство иностранной литературы, 1959. 491 с.
- Шафф А. Введение в семантику, пер. с польск. М. Издательство иностранной литературы, 1963.